# Ottaedrite

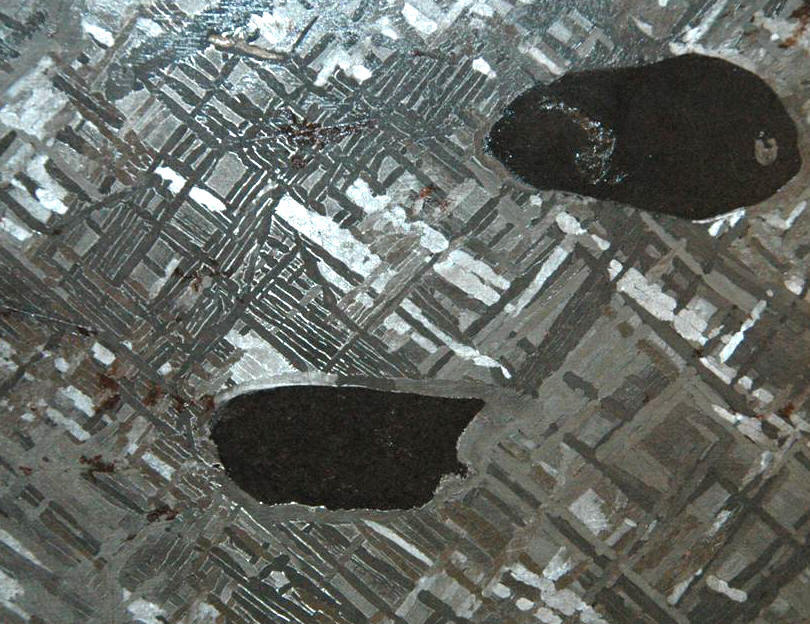
Dettaglio della struttura della meteorite meteorite Cape York, una ottaedrite media

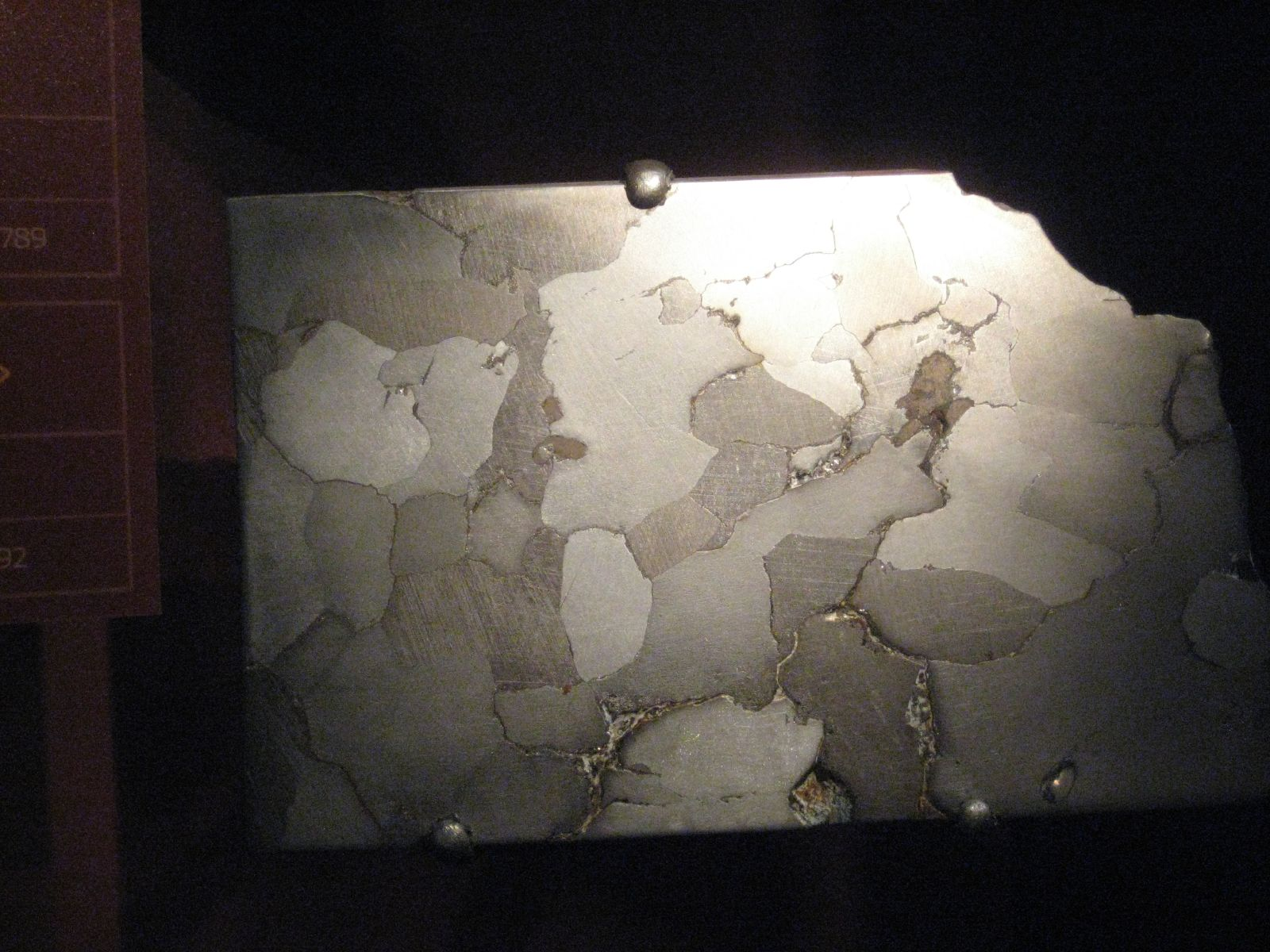
Dettaglio della struttura della meteorite Mount Joy, una ottaedrite molto grezza

Le ottaedriti sono un tipo di classificazione strutturale delle meteoriti ferrose caratterizzato da un contenuto nickel da medio e dalla presenza delle famose bande di Widmanstätten.

## Sottogruppi
Le ottaedriti si suddividono al loro interno in una serie di gruppi in base alla dimensione delle lamellae.
- ottaedriti molto grezze (Ogg): lamellae > 3,3 mm
- ottaedriti grezze (Og): lamellae 1,3-3,3 mm
- ottaedriti medie (Om): lamellae 0,5-1,3 mm
- ottaedriti fini (Of): lamellae 0,2-0,5 mm
- ottaedriti molto fini (Off): lamellae < 0,2 mm
- ottaedriti plessitiche (Opl): una struttura di transizione tra le ottaedriti e le atassiti[2]

## Struttura
Le ottaedriti devono il loro nome alla struttura cristallina i cui piani sono paralleli a quelli di un ottaedro. Avendo l'ottaedro 8 facce, ma essendo le facce opposte parallele tra loro, ci sono solo 4 piani nella struttura intrecciata delle ottaedriti.
Questi piani sono costituiti da cristalli piatti di kamacite detti lamellae.
Grazie al lentissimo periodo di raffreddamento all'interno dell'asteroide progenitore, le leghe metalliche hanno avuto modo di cristallizarsi in questi cristalli metallici che, una volta tagliato il meteorite, appaiono sulla superficie come bande. Queste bande hanno dimensioni che possono variare da circa 0,2 mm a 5 cm e formano quella che è più comunemente detta struttura di Widmanstätten.

## Composizione
Tra le lamelle di kamacite si trova la taenite, un'altra lega di ferro e nichel. Nello spazio tra le lamelle di kamacite e la taenite, si trova spesso un miscuglio a grana fine di questi due minerali, detto plessite.
Sono inoltre presenti nella maggior parte delle ottaedriti anche la schreibersite, un fosfuro del ferro, e la cohenite, un carburo di ferro-nichel-cobalto. Grafite e troilite appaiono non di rado come noduli fino a diversi centimetri di diametro

## Abbondanza
Si tratta della classe strutturale più comune tra le meteoriti ferrose.